# Stone Age Junior
Stone Age Junior ist ein Kinder- und Familienspiel des Spieleautors Marco Teubner. Das Spiel für zwei bis vier Spieler ab fünf Jahren dauert etwa 15 Minuten pro Runde. Es ist im Jahr 2016 beim Hans im Glück Verlag erschienen und gewann im Jahr 2016 den Kritikerpreis Kinderspiel des Jahres sowie die Essener Feder.

## Thema und Ausstattung
Bei dem Spiel geht es darum, das Leben der Menschen in der Steinzeit nachzuspielen. Dafür erkunden die Mitspieler die Umgebung, sammeln Waren ein und können diese tauschen, um ihre Siedlung auszubauen. Gespielt wird vor dem Hintergrund der Geschichte von Jono und Jada, die in der Spielanleitung erzählt wird.
Der Inhalt der Spieleschachtel besteht neben der Spielanleitung aus:
- einem Spielplan, auf dem das Steinzeitdorf und die nähere Umgebung abgebildet ist
- 4 farbigen Spielfiguren mit Magneten am Kopf
- 4 Spielermarkern
- 4 Ablagetableaus „Siedlung“
- 20 Waren (jeweils 4 mal Zähne, Beeren, Fisch, Krüge und Pfeilspitzen)
- 15 Plättchen mit Hüttenmotiv
- 2 Plättchen mit Hundemotiv
- 14 Waldplättchen, auf deren Rückseite Würfelaugen, Waren, ein Tauschmotiv, Hunde und ein Bauplatz abgebildet sind

## Spielweise
Zu Beginn des Spiels wählt jeder Mitspieler eine Farbe und bekommt den entsprechenden Spielermarker und die farbige Spielfigur sowie das Siedlungstableau mit dem Mammut in der entsprechenden Farbe. Die Spielfiguren werden auf das Baufeld in der Mitte des Spielplans gestellt. Die Waren werden abhängig von der Spielerzahl auf die Warenfelder verteilt, jeweils eine Ware kommt auf das Tauschfeld. Die Hüttenplättchen werden verdeckt in Stapeln zu je fünf Plättchen auf die Hüttenfelder gelegt und die jeweils obere aufgedeckt, die beiden Hundeplättchen kommen ebenfalls auf die entsprechenden Felder auf dem Spielplan. Abschließend werden die Waldplättchen gemischt und verdeckt um das Spielfeld platziert.

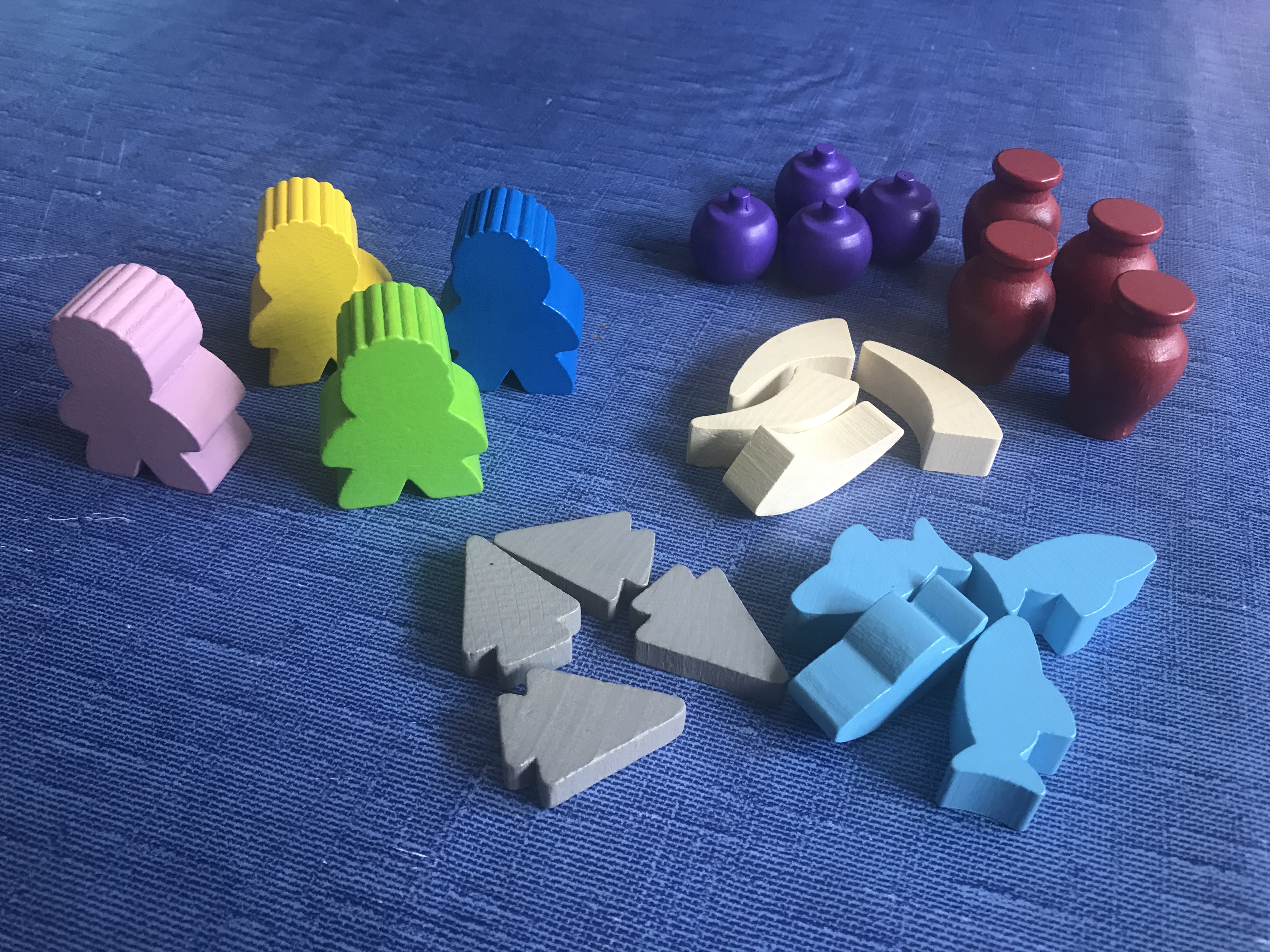
Stone Age junior, Ressourcen und Spielfiguren

Die Spieler müssen im Laufe des Spiels Waren sammeln, die sie am Bauplatz gegen Hütten eintauschen können. Sie führen reihum jeweils ihre Aktivitäten aus, die aus drei Phasen bestehen. Zuerst wird eines der am Rand liegenden Waldplättchen aufgedeckt, das die weitere Aktion bestimmt. Wenn das Waldplättchen einen Würfel zeigt, wird die Spielfigur auf dem Spielplan um die angezeigte Augenzahl (1 bis 6) vorwärts bewegt und gelangt so vom Bauplatz auf die verschiedenen Spielfelder. Zeigt das Waldplättchen ein Symbol, wird die Figur direkt auf das entsprechende Aktionsfeld gezogen. Abhängig von dem jeweiligen Aktionsfeld erfolgt nun die Aktion des Spielers:
- auf einem Warenfeld darf sich der Spieler eine der ausliegenden Waren nehmen und legt diese auf sein Tableau. Wenn keine Ware ausliegt, bekommt er nichts.
- auf dem Tauschfeld kann ein Spieler beliebig viele Waren gegen dort ausliegende fünf Waren tauschen. Dabei bekommt er jeweils für eine eigene Ware eine Ware vom Tauschfeld.
- auf dem Hundefeld nimmt sich der Mitspieler eines der beiden Hundeplättchen vom Spielplan oder, falls dort keines mehr verfügbar ist, „klaut“ es von einem anderen Mitspieler.
- kommt ein Spieler auf dem Bauplatz, verdeckt er alle offen liegenden Waldplättchen und lässt sie auf dem jeweiligen Platz liegen, zwei der verdeckten Waldplättchen darf er anschließend vertauschen. Zusätzlich darf der Spieler auf dem Bauplan eine Hütte bauen. Dafür muss der Spieler alle auf einer der offen liegenden Hütteplättchen gezeigten Waren besitzen und von seinem Tableau wieder auf den Spielplan bringen. Besitzt der Spieler eine Hundekarte, kann er diese als Joker für eine beliebige Ware benutzen. Wird die Hütte erfolgreich gebaut, wird eine neue Hüttenkarte aufgedeckt.

Sobald ein Spieler drei Hütten gebaut hat, endet das Spiel. Gewinner des Spiels ist der Spieler, der zuerst drei Hütten bauen und damit seine Siedlung vervollständigen konnte.

## Rezeption
Das Spiel Stone Age Junior wurde als Kinderspielversion des Spieles Stone Age von Bernd Brunnhofer (Pseudonym Michael Tummelhofer) entwickelt, das ebenfalls von Michael Menzel illustriert wurde. Es gewann 2016 den Kritikerpreis Kinderspiel des Jahres sowie die Essener Feder, wobei vor allem die Ausgestaltung der Spielanleitung gelobt wurde.

## Belege
1. 1 2 3  Spielanleitung Stone Age Junior
2. ↑  Stone Age Junior auf der Website des Spiel des Jahres e.V.; abgerufen am 9. Dezember 2016
3. ↑  Deutscher Spielepreis und Preisübergabe der "Goldenen Feder" bei der SPIEL 2016 Pressemitteilung auf essen.de, 14. Oktober 2016; abgerufen am 9. Dezember 2016